# Casiornis
Casiornis es un género de aves paseriformes perteneciente a la familia Tyrannidae que agrupa a dos especies nativas de América del Sur, donde se distribuyen desde el noreste brasileño hasta el sureste de Perú y norte de Argentina. A sus miembros se les conoce por el nombre común de burlistos y también suiriríes o casiornis.

## Etimología
El nombre genérico masculino «Casiornis» se compone de las palabras del griego «kasia» que significa ‘árbol de canela’, y «ornis, ornithos» que significa ‘ave’.

## Características
Las aves de este género son dos tiránidos predominantemente rufos, midiendo alrededor de 18 cm de longitud, similares a los del género Myiarchus, pero más esbeltos y menores, que habitan en bosques rasos.

## Taxonomía
El presente género fue antiguamente colocado en la familia Cotingidae, pero después de los análisis anatómicos de Ames (1971), fue colocado en la familia Tyrannidae, cercano al numeroso género Myiarchus.
Los amplios estudios genético-moleculares realizados por Tello et al. (2009) descubrieron una cantidad de relaciones novedosas dentro de la familia Tyrannidae que todavía no están reflejadas en la mayoría de las clasificaciones. Siguiendo estos estudios, Ohlson et al. (2013) propusieron dividir Tyrannidae en cinco familias. Según el ordenamiento propuesto, Casiornis permanece en Tyrannidae, en una subfamilia Tyranninae Vigors, 1825, en una tribu Myiarchini Hellmayr, 1927, junto a Rhytipterna, Sirystes y Myiarchus.

## Lista de especies
Según las clasificaciones del Congreso Ornitológico Internacional (IOC) y Clements Checklist/eBird, agrupa a las siguientes especies, con el respectivo nombre común de acuerdo a la Sociedad Española de Ornitología:
| Imagen | Nombre científico | Autor                       | Nombre común       | Estado de conservación | Distribución |
| ------ | ----------------- | --------------------------- | ------------------ | ---------------------- | ------------ |
|        | Casiornis rufus   | (Vieillot, 1816)            | burlisto castaño   | LC                     |              |
|        | Casiornis fuscus  | P.L. Sclater & Salvin, 1873 | burlisto gorgigrís | LC                     |              |